# 鴿戰總動員
《战鸽快飞》是一部由加里·查普曼（Gary Chapman）导演，美国博伟电影公司出品，最早于2005年3月20日在法国上映的动画喜剧片。

## 剧情
故事讲述了在二战时，德国纳粹正一步步逼近西欧。当时作为盟友的英国和法国积极协同作战。可是由于地理环境的因素——英吉利海峡，加之语言的不通畅，使双方的交流变得更加困难。为了方便沟通，英國皇家空軍训练一支名为“RHPS”的皇家信鸽队，用于在两国之间来往，进行情报往来和共享。但与此同时納粹德軍也训练了一支老鹰戰队来对付信鸽队，在信鸽队受到攻击并损失了三只猛将的时候，队长不得不重新招选新成员。这时故事的主人公小威（Valiant）因为机缘参加了队伍。虽然他从小就因为身体瘦弱受到别人的嘲讽，但是他并没有自暴自弃，而是积极克服自身的缺点，成功将軍情送到盟军的手里，成为了名副其实的战地英雄。

## 外部連結
- 官方网站
- 互联网电影数据库（IMDb）上《鴿戰總動員》的资料（英文）
- 爛番茄上《鴿戰總動員》的資料（英文）
- Box Office Mojo上《鴿戰總動員》的資料（英文）